# B77 (Kernwaffe)
Die B77 wurde als strategische Atomwaffe für den B-1A-Bomber entwickelt. Auch wenn der Einsatz primär mit der B-1A vorgesehen war, so konnte sie auch mit anderen Flugzeugtypen eingesetzt werden.
Die B77 ersetzte die veralteten Modelle der strategischen Atombomben B28 und B43. Wie die Vorgängerversionen konnte die B77 im freien Fall oder auch beim Aufschlag auf den Boden gezündet werden. Nach den Spezifikationen konnte die Bombe im Überschallflug aus Höhen von 20 km abgeworfen werden.
Wie die B43 konnte sie auch von tieffliegenden Flugzeugen abgesetzt werden (laydown delivery).
Um das Absetzen aus niedrigen Höhen zu ermöglichen, besaß die B77 Gasdüsen zur Drallstabilisierung.
Das verwendete Fallschirmsystem bestand aus einem Vorschirm und einem Hauptschirm.
Mit dieser Kombination konnte die Bombe bei Höhen von unter 30 m bis 100 m sicher abgesetzt werden.
Die Geschwindigkeit beim Absetzen konnte bis zu 2,2 Mach betragen. Bei einem Absetzen aus einer Höhe von 30 m und einer Geschwindigkeit von 2,2 Mach traf die Bombe mit einer Geschwindigkeit von rund 65 km/h (40 mph) auf dem Boden auf.
Der Flugzeugführer befand sich damit zum Zeitpunkt der Detonation rechnerisch 4 km (2,3 Meilen) vom Aufschlagspunkt entfernt. Die B77 besaß allerdings eine Möglichkeit die Detonation zu verzögern.

## Entwicklung und Aufbau
Über den genauen Aufbau des Sprengsatzes und seine Entwicklung liegen keine gesicherten Angaben vor. Da die B77 eine Weiterentwicklung der B43 darstellt, dürfte die zur Grunde liegende Konstruktion und die Sprengkraft vergleichbar sein.

## Indienststellung
Es lassen sich keine Belege finden, ob die B77 regulär in Dienst gestellt wurde. Allerdings wurde die Entwicklung im Dezember 1977 eingestellt. Dies beruhte zum einen darauf, dass auch der B-1A-Bomber nicht mehr weiterentwickelt wurde und zum anderen, dass die Kosten für das Projekt nicht mehr finanzierbar waren.
Wesentliche Komponenten und Konstruktionsprinzipien finden sich allerdings in der Nachfolgeversion der B43 wieder.